# Riederau (Kempten)
Riederau ist ein Ortsteil und Weiler der kreisfreien Stadt Kempten (Allgäu). Es ist mit dem Kirchdorf Ursulasried baulich verbunden und hatte 1987 mit diesem Ortsteil gemeinsam 193 Einwohner. An der Riederau führt die Nordspange, eine Verbindungsstraße, vorbei.

## Geschichte
Riederau bestand 1819 aus einem Einzelhof mit einem Bewohner, er gehörte zur Hauptmannschaft Leubas und wurde später nicht mehr erwähnt. Um 1880 entstand in der Riederau ein Schießübungsplatz des Königlich Bayerischen 1. Jägerbataillons „König“. Das Bataillon zog in die Riederau um, weil auf dem bisherigen Übungsplatz, der sogenannten Schwaigwiese, der Stadtpark entstehen sollte. 1893 wurden die Schießübungen in den Nahwald bei Betzigau verlegt.
Am 1. Juli 1912 landete der Zeppelin LZ 11 „Viktoria Luise“ in der Riederau. Am 1. August 1954 lebten in der Riederau 110 Einwohner. 1972 wurde die Riederau als Ortsteil der Ruralgemeinde Sankt Mang nach Kempten umgegliedert.
Heute befindet sich in der Riederau ein ehemaliges Munitionslager und eine Standortschießanlage.
Der Bau eines Landeplatzes für den Rettungshubschrauber Christoph 17 in der Riederau wurde seit 2010 diskutiert, 2012 sehr kontrovers. Die Standortsuche lief dann wieder von neuem an.